# Pian-sur-Garonne
Pian-sur-Garonne é uma comuna francesa na região administrativa da Nova Aquitânia, no departamento da Gironda. Estende-se por uma área de 6,38 km². Em 2010 a comuna tinha 898 habitantes (densidade: 140,8 hab./km²).